# 伊薩貝拉縣
伊薩貝拉縣（西班牙語：Cantón Isabela），是厄瓜多爾的縣份，位於該國西部，由加拉帕戈斯省負責管轄，首府設於比亞米爾港，面積5,368平方公里，2001年人口1,780，人口密度每平方公里0.33人。
0°28′N 90°41′W / 0.467°N 90.683°W